# Prasinocyma tenera
Prasinocyma tenera là một loài bướm đêm trong họ Geometridae.